# Toyotarō
Toyotarō (とよたろう?  nacido el 17 de mayo de 1978) es un mangaka japonés. Ha dibujado varios manga relacionados con Dragon Ball y es principalmente conocido por ilustrar Dragon Ball Super (2015-presente), escrito por el creador de la serie original, Akira Toriyama.

## Primeros años y primeros trabajos
Toyotarō se encontró por primera vez con el trabajo de Akira Toriyama en la escuela primaria con Dr. Slump, luego con el anime Dragon Ball y finalmente con el manga Dragon Ball. Con sus cuadernos escolares llenos de sus personajes, ya estaba inventando arcos argumentales para los capítulos de Dragon Ball en su cabeza. Hasta el día de hoy nunca ha dibujado ningún trabajo original propio, todo ha estado relacionado con Dragon Ball. Anteriormente director de televisión, Toyotarō nunca deseó ser un artista de manga de carrera. "Pensé que sería imposible hacerlo oficialmente, así que me resigné a hacerlo como un pasatiempo". Se especula que Toyotarō fue el artista conocido como "Toyble", quien creó el doujinshi no oficial de Dragon Ball AF en la década de 2000.
En 2012, trajo obras de arte a Shueisha y seis meses después debutó con el primer capítulo de dos páginas de Dragon Ball Heroes: Victory Mission.

## Carrera
Toyotarō hizo su debut profesional con Dragon Ball Heroes: Victory Mission en la edición de noviembre de 2012 de V Jump. Es un manga relacionado con la serie de videojuegos Dragon Ball Heroes y duró 28 capítulos hasta que se suspendió después de la edición de febrero de 2015. Se incluyó un capítulo 29 en el libro fanbook oficial del 5.º aniversario de Bandai: Dragon Ball Heroes 5.º aniversario de la misión publicado el 19 de noviembre de 2015 y todos los capítulos anteriores se cargaron en el sitio web del juego de forma gratuita.
Toyotarō también dibujó una adaptación a manga de la película Dragon Ball Z: Fukkatsu no F, que fue escrita por Toriyama. Comenzó en la edición de abril de 2015 de la revista mensual V Jump y duró tres capítulos.
Toyotarō comenzó Dragon Ball Super en la edición de agosto de 2015 de V Jump, que se lanzó el 20 de junio de 2015. Él ilustra el manga mientras Toriyama escribe la historia. Aunque el anime generalmente adaptó la historia de Toriyama antes que el manga, se informó que algunos personajes para el "Arco de supervivencia del universo" fueron diseñados por Toyotarō, y algunos tanto por él como por Toriyama. En noviembre de 2018, el manga Dragon Ball Super superó el final del anime y comenzó a contar una historia original.
También trabajó con Toriyama en Dragon Ball Xenoverse 2 The Manga, una adaptación del videojuego de 2016 Dragon Ball Xenoverse 2 que ilustró exclusivamente para la edición de coleccionista del juego.

## Estilo
Toyotarō es un artista autodidacta que nunca estudió manga formalmente. Cuando se le preguntó cuál es su manga favorito además de Dragon Ball, respondió con Soldier of Savings Cashman de Toriyama o Rurouni Kenshin de Nobuhiro Watsuki. Se inspira más en el cine que en el manga, en particular los realizados por Disney, Marvel y Pixar.
Toyotarō explicó que para Dragon Ball Super recibe los principales puntos de la trama de Toriyama, antes de dibujar el guion gráfico y completar los detalles entre él. Envía el guion gráfico a Toriyama para que lo revise, quien da su opinión y hace modificaciones antes de devolvérselo a Toyotarō, quien ilustra el manuscrito final y se lo envía a Shueisha para su publicación.
Toriyama dijo que de todos los que trabajan en la franquicia Dragon Ball, la obra de arte de Toyotarō es la más cercana a la suya. Amy McNulty de Anime News Network estuvo de acuerdo y calificó el arte de Toyotarō como "prácticamente indistinguible" del de Toriyama. El propio Toyotarou dijo que confía en reproducir los personajes de Toriyama y sus sutilezas, pero necesita practicar con robots y mechas. En cuanto a las diferencias, señaló que dibuja más viñetas y primeros planos que Toriyama y hace su pantalla digitalmente.

## Trabajos

### Manga
- Dragon Ball Heroes: Victory Mission (2012–2015, serializado en V Jump)
- Dragon Ball Z: Fukkatsu no F (2015, escrito por Akira Toriyama, serializado en V Jump)
- Dragon Ball Super (2015–presente, escrito por Akira Toriyama, serializado en V Jump)
- Dragon Ball Xenoverse 2 El Manga (2016, escrito por Akira Toriyama, incluido en la edición del coleccionista del videojuego)

### Otros trabajos
- Super Dragon Ball Heroes: World Mission (2019) diseño del personaje Sealas (シーラス Shīrasu?)[16]